# Григор'єва Майя Сергіївна
Майя Сергіївна Григо́р’єва (у шлюбах — Нечипоренко, Зарецька; нар. 27 квітня 1933, Київ — пом. 6 листопада 2004, Київ) — українська художниця; членкиня Спілки радянських художників України. Дочка Любові та Сергія Григор’євих, сестра Галини Григор’євої, дружина Генріха Нечипоренка та Віктора Зарецького, мати Ольги Гуцу.

## Біографія
Народилася 27 квітня 1933 року в місті Києві (нині Україна). 1958 року закінчила Київський художній інститут, де навчалась зокрема у Сергія Григор'єв, Михайла Іванова, Михайла Хмелька.
Жила в Києві, в будинку на вулиці Воровського, № 14, картира 16, потім в селі Конча-Озерна, в будинку на
провулку Письменників, № 3. Померла в Києві 6 листопада 2004 року.

## Творчість
Працювала в галузі станкового живопису. Серед робіт:
- триптих «Народжена перемагати» (1965, у співавторстві з Генріхом Нечипоренком та Юлієм Шейнісом);
- «Оленка-скульптор» (1965—1966);
- «Сині птахи» (1966);
- «Тиша» (1966);
- «Ранок» (1966);
- «13 років» (1967);
- «Моя мати» (1968);
- «Леся Українка біля озера» (1970);
- «Київські кручі» (1972);
- «Стара площа» (1975);
- «Осіння тиша. Конча-Озерна» (1980, картон);
- «Перша зима» (1981);
- «Неділя з бабунею» (1984);
- «Літо» (1994);
- «Ганна» (1995);
- «Ранкове озеро» (1996).

Брала участь у республіканських виставках з 1965 року, всесоюзних — з 1967 року.